# Existence
Existence – piąty album studyjny amerykańskiego przedsiębiorstwa Audiomachine, wydany 12 listopada 2013 roku.

## Lista utworów
Źródło: AllMusic
| Nr  | Tytuł                           | Długość |
| --- | ------------------------------- | ------- |
| 1.  | „Millennium”                    | 2:42    |
| 2.  | „Uprising”                      | 3:04    |
| 3.  | „Pillars of Earth”              | 2:40    |
| 4.  | „Existence”                     | 4:14    |
| 5.  | „Mission to the Unknown”        | 2:58    |
| 6.  | „Beyond the Clouds”             | 2:57    |
| 7.  | „How the World Sees You”        | 2:38    |
| 8.  | „Discovery of Power”            | 2:29    |
| 9.  | „And the Heavens Shall Tremble” | 3:04    |
| 10. | „100 Year War”                  | 3:59    |
| 11. | „Destroyer”                     | 2:20    |
| 12. | „Triumph”                       | 2:13    |
| 13. | „Shadowfall”                    | 2:42    |
| 14. | „New Beginning”                 | 3:23    |
| 15. | „The Last Immortal”             | 2:35    |
| 16. | „Tempest”                       | 2:46    |
| 17. | „Amethyst”                      | 3:04    |
| 18. | „The Future Is Upon Us”         | 2:40    |